# Abrochia caurensis
Abrochia caurensis är en fjärilsart som beskrevs av Klages. Abrochia caurensis ingår i släktet Abrochia och familjen björnspinnare. Inga underarter finns listade i Catalogue of Life.